# Phyllonorycter viburnella
Phyllonorycter viburnella là một loài bướm đêm thuộc họ Gracillariidae. Nó được tìm thấy ở Québec và Hoa Kỳ (Connecticut và Ohio).
Ấu trùng ăn Viburnum species, bao gồm Viburnum dentatum và Viburnum recognitum. Chúng ăn lá nơi chúng làm tổ.